# ミルラクス郡 (ミネソタ州)
ミルラクス郡（英: Mille Lacs County、[ˌmɪl ˈlæks] mil LAKS）は、アメリカ合衆国ミネソタ州の中央部に位置する郡である。1857年に設立された。2010年国勢調査での人口は26,097人であり、2000年の22,330人から16.9%増加した。郡庁所在地はミラカ市（人口2,946人）であり、同郡で人口最大の都市はプリンストン市（人口4,698人）である。ミルラクス・インディアン居留地の一部が郡域に入っている。

## 郡名の由来
「ミルラクス」はフランス語で「千の湖」を意味しており、ブレイナード湖水地帯では最大の湖であるミラックス湖から採られた。この地域はフランス語で "Pays des Mille Lacs" （千湖の地域）と呼ばれている。

## 歴史
ミルラクス郡は1857年5月23日に、ベントン郡の最東部を分離して設立された。当初の領域はラム川の西支流から東側の現ミルラクス郡領域と、現在は東隣のアイサンティ郡内にある2郡区より構成されていた。1858年、現在のミルラクス郡南側10郡区とアイサンティ郡北西部2郡区、併せて12郡区がベントン郡とミルラクス郡から切り離されて、「モンロー郡」を形成することになり、北部の「スクエア・トップノット」と呼ばれる地域がミルラクス郡となった。1860年、モンロー郡とミルラクス郡が合併した。その後すぐに、南東部の2郡区がアイサンティ郡に移管され、現在のミルラクス郡域ができた。

## 地理
アメリカ合衆国国勢調査局に拠れば、郡域全面積は681.77平方マイル (1,765.8 km2)であり、このうち陸地574.47平方マイル (1,487.9 km2)、水域は107.30平方マイル (277.9 km2)で水域率は15.74%である。

### 主要高規格道路
| - アメリカ国道169号線 - ミネソタ州道18号線 - ミネソタ州道23号線 - ミネソタ州道27号線 | - ミネソタ州道47号線 - ミネソタ州道95号線 |

### 隣接する郡
- エイキン郡 - 北
- カネイベク郡 - 北東
- アイサンティ郡 - 南東
- シャーバーン郡 - 南
- ベントン郡 - 南西
- モリソン郡 - 西
- クロウウィング郡 - 北西

### 国立保護地域
- ミルラクス国立野生生物保護区

## 人口動態

人口ピラミッド

以下は2000年の国勢調査による人口統計データである。
| 基礎データ - 人口: 22,330人 - 世帯数: 8,638 世帯 - 家族数: 6,003 家族 - 人口密度: 15人/km2（39人/mi2） - 住居数: 10,467軒 - 住居密度: 7軒/km2（18軒/mi2） 人種別人口構成 - 白人: 93.55% - アフリカン・アメリカン: 0.27% - ネイティブ・アメリカン: 4.68% - アジア人: 0.21% - 太平洋諸島系: 0.01% - その他の人種: 0.22% - 混血: 1.05% - ヒスパニック・ラテン系: 0.96% 先祖による構成 - ドイツ系：31.9% - スウェーデン系：14.4% - ノルウェー系：14.2% 年齢別人口構成 - 18歳未満: 27.0% - 18-24歳: 7.5% - 25-44歳: 26.9% - 45-64歳: 22.6% - 65歳以上: 16.1% - 年齢の中央値: 38歳 - 性比（女性100人あたり男性の人口） - 総人口: 98.0 - 18歳以上: 96.1 | 世帯と家族（対世帯数） - 18歳未満の子供がいる: 32.2% - 結婚・同居している夫婦: 55.5% - 未婚・離婚・死別女性が世帯主: 9.5% - 非家族世帯: 30.5% - 単身世帯: 25.9% - 65歳以上の老人1人暮らし: 12.0% - 平均構成人数 - 世帯: 2.53人 - 家族: 3.03人 収入と家計 - 収入の中央値 - 世帯: 36,977米ドル - 家族: 44,054米ドル - 性別 - 男性: 32,348米ドル - 女性: 22,036米ドル - 人口1人あたり収入: 17,656米ドル - 貧困線以下 - 対人口: 9.6% - 対家族数: 6.7% - 18歳未満: 10.9% - 65歳以上: 11.3% |

## 都市と郡区
| 都市 | 郡区 | 郡区                                                                                      | 未編入の町                                                                                                   | ゴーストタウン |
| --- | --- | ----------------------------------------------------------------------------------------- | --- | --- |
| - ボック - フォレストン - アイル（チミニシング） - ミラカ - 郡庁所在地 - オナミア - ピース - プリンストン † - ワーコン | - ボーガスブルック - ボーグホルム - ブラッドベリー - デイリー - イーストサイド - グリーンブッシュ - ヘイランド - アイルハーバー - カシオ | - ルイス - ミラカ - ミロ - マジェット - オナミア - ペイジ - プリンストン - サウスハーバー | - ベイビュー - コーブ - エステスブルック - ロングサイディング - ビンランド（国勢調査指定地域、ネヤシーング） | - ブリックトン - バーンヘルムサイディング - エストビル ‡ - フリーア - ジョンズデール - ソウルズクロッシング - スターリング |

- † プリンストン市の小部分がシャーバーン郡に入っている
- ‡ エストビルはベントン郡にあり、小部分がミルラクス郡に入っている。